# Leucauge malkini
Leucauge malkini este o specie de păianjeni din genul Leucauge, familia Tetragnathidae, descrisă de Chrysanthus, 1975. Conform Catalogue of Life specia Leucauge malkini nu are subspecii cunoscute.